# Kräuterbuch

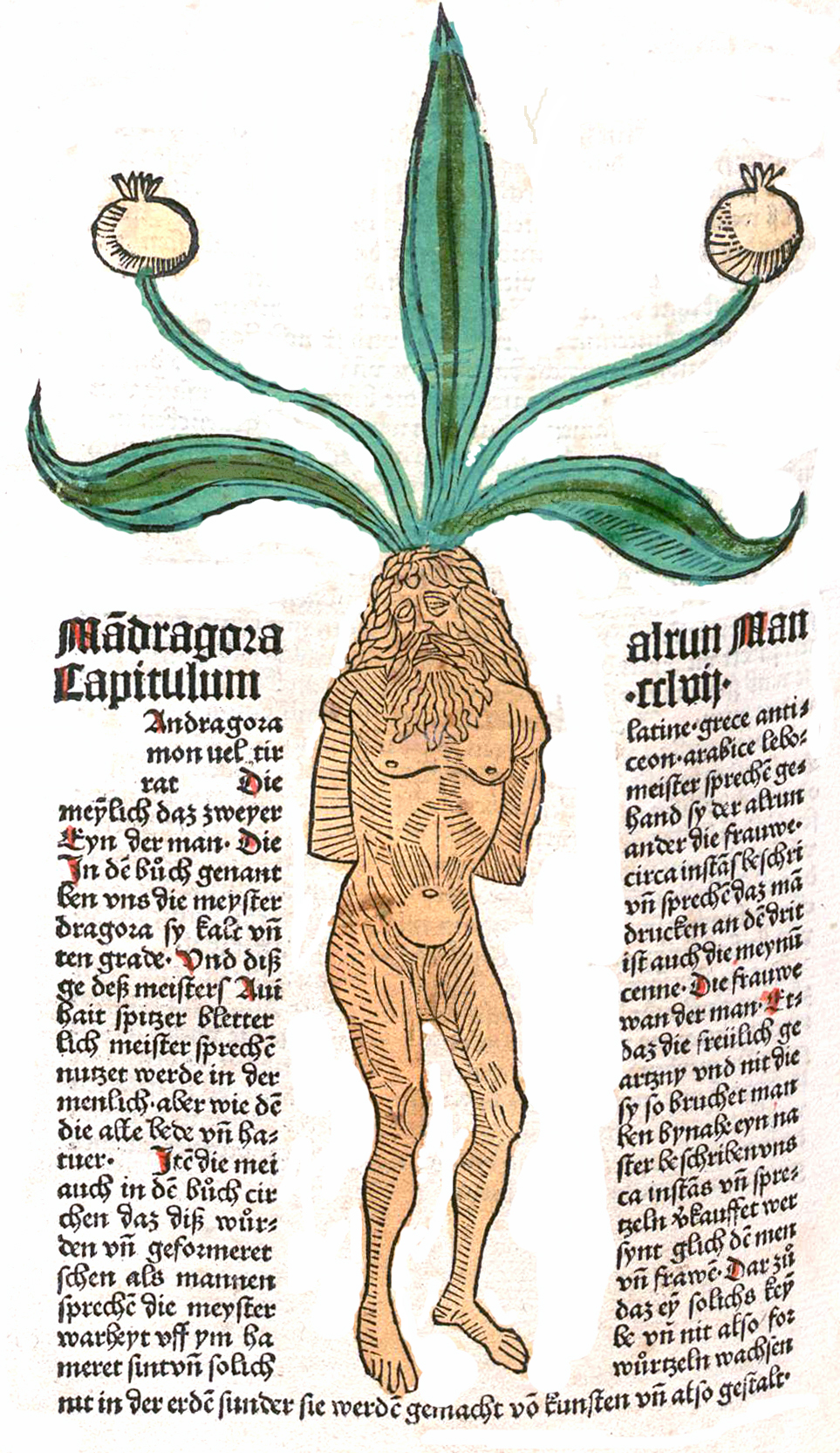
Alraunenmännchen aus dem Kräuterbuch Gart der Gesundheit. Mainz 1485

Ein Kräuterbuch (auch Herbar bzw. lateinisch Herbarius; italienisch Erbario oder Erbario farmaceutico, englisch Herbal) ist ein pharmakognostisches Nachschlagewerk, das (oft mit Abbildungen, Herbarium pictum) Heilpflanzen und sonstige Arzneidrogen beschreibt und deren Anwendung erläutert. Sind auch Pflanzen („Kräuter“) die bestimmende Gruppe, so werden ebenfalls arzneilich verwendete Tiere, Mineralien sowie tierische und menschliche Produkte behandelt. Auch im seinerzeit weit verbreiteten Gart der Gesuntheit von 1485 wird unter Kraut bzw. Kräutern (kruter) eine Arzneidroge verstanden, die aus dem Pflanzen-, Tier- oder Mineralreich stammt. Das Wort „Kräuterbuch“ (von niederländisch „Cruijdeboeck“) wurde erstmals im 16. Jahrhundert gebräuchlich.

## Geschichte
Die Geschichte der Kräuterbücher lässt sich bis in die Antike zurückverfolgen. Als frühestes Kräuterbuch im Sinne einer eigenständigen und komplexen Drogenmonographie gilt das im 4. Jahrhundert v. Chr. entstandene Rhizotomikón des griechischen Arztes Diokles von Karystos. Das älteste erhaltene Kräuterbuch ist der reich illustrierte, spätantike Wiener-Dioskurides-Kodex, ein Geschenk der Bürgerschaft von Honoratae an die Aristokratin Anicia Juliana in Konstantinopel (vor 512), dessen Vorlage im ersten Jahrhundert entstanden war. Im 4. Jahrhundert entstand ein fälschlich dem Apuleius zugeschriebenes, später vielbenutztes illustriertes Kräuterbuch (Herbarius). Solche und ähnliche Werke bleiben jedoch bis in das Spätmittelalter eher Ausnahmen, erst seit Beginn der Neuzeit werden Kräuterbücher durchgehend illustriert.
Eine bedeutende frühmittelalterliche Quelle ist der Liber de cultura hortorum (Hortulus), ein Lehrgedicht in Hexametern des Reichenauer Abtes Walahfrid Strabo. Ebenfalls ein Lehrgedicht und durch den Hortulus beeinflusst ist der Macer floridus. Der Verfasser, Odo von Meung, lebte im 11. Jahrhundert. Maßgeblichen Einfluss gewann auch das Circa instans, das um 1150 in Salerno entstand. Als erstes deutschsprachiges Kräuterbuch gilt das Prüller Kräuterbuch aus der ersten Hälfte des 12. Jahrhunderts. Auch die Physica der Äbtissin Hildegard von Bingen und deren Rezeption in lateinischen und deutschen Werken zählt zur Gattung der Kräuterbücher.
Um 1288 entstand das Kräuterbuch (Herbarius) bzw. Arzneibuch des italienischen Mönchs Rufinus (von Genua), Abt des Klosters Tyrus, das unter anderem Anteile des Circa instans, des Macer Floridus und des Pedanios Dioskurides enthält.
Zu den bezüglich ihrer Pflanzenillustrationen stärker an der Naturbeobachtung orientierten mittelalterlichen Handschriften gehören das Erbario Carrarese (Ms. Egerton 2020 im Britischen Museum, um 1400) und der Codex Roccabonella (Cod. lat. 59.2548 in der Biblioteca Marciana in Venedig, um 1419/1420). Der Text des in Padua hergestellten Erbario Carrarese geht auf den Liber aggregatus in medicinis simplicis des Pseudo-Serapion zurück, die Ausstattung mit Illustrationen auf das Ms. Egerton 747 des Circa instans. Verfasser der auch Rinio-Herbar genannten, von dem Maler Andrea Amadio illustrierten, Kompilation Codex Roccabonella, für die es keine direkte Textvorlage gibt, dessen Illustrationen jedoch mit denen des Erbario Carrarese weitgehend übereinstimmen, war wahrscheinlich der Arzt Niccolo Roccabonella aus Conegliano.
Nach Erfindung des Buchdrucks mit beweglichen Lettern konnten Bücher hergestellt werden, die – im Gegensatz zu Handschriften – einigermaßen erschwinglich waren und daher weit größere Verbreitung fanden: Gerade die Kräuterbücher, die landessprachlich veröffentlicht wurden (und nicht in Latein, der Sprache der Gelehrten) waren ein verlegerischer Erfolg. In Frankreich, England und anderen europäischen Ländern, ganz besonders aber in Deutschland, sind zahlreiche Ausgaben von der Frühen Neuzeit bis in das 18. Jahrhundert erschienen.
Zu den ersten gedruckten Kräuterbüchern gehören eine um 1471 herausgebrachte Ausgabe des im 13. Jahrhundert entstandenen Liber de proprietatibus rerum des Bartholomaeus Anglicus (auch Bartholomäus Glanville), der einen alphabetisch geordneten Abschnitt über Pflanzen enthält, und als erster Kräuterbuch-Druck überhaupt ein 1477 von Anton Koberger herausgebrachter Auszug aus Das puch der natur von Konrad von Megenberg.
Bereits zuvor – im Jahr 1484 – hatte Schöffer den Herbarius moguntinus („in Mainz gedrucktes Kräuterbuch“) herausgegeben, der lange als das erste im deutschsprachigen Raum gedruckte Kräuterbuch galt. Allerdings hatte der Buchdrucker Bartholomäus Ghotan bereits 1483 in Magdeburg das als pharmakologisch-nosologisches Handbuch angelegte Promptuarium medicinae als ersten niederdeutschen (elbostfälischen) Kräuterbuch-Druck herausgegeben.
Die oben genannten Werke Macer floridus und Circa instans dienten neben anderen Quellen als Textgrundlage für eines der wirkungsmächtigsten gedruckten Kräuterbücher, dem von Johann Wonnecke von Kaub verfassten Gart der Gesundheit, am 28. März 1485 erstmals in der Offizin von Peter Schöffer, Mainz, gedruckt und am 22. August desselben Jahres von Johann Schönsperger in Augsburg nachgedruckt. Es ist in über 60 Ausgaben (davon allein 13 zur Inkunabelzeit) vom 15. bis zum 18. Jahrhundert, später durch Eucharius Rößlin d. J. und Adam Lonitzer bearbeitet, erschienen.
Das erste gedruckte englische Kräuterbuch erschien 1525, das erste illustrierte Kräuterbuch Englands, das Grete Herball, wurde 1526 erstmals gedruckt.

## Bedeutung
Kräuterbücher sind in erster Linie Fachbücher für Ärzte und Apotheker. Aber den Autoren war es meist auch wichtig, Arzneimittel- und Pflanzenkenntnisse über die Fachkreise hinaus dem Laien zu vermitteln oder auch den Arzneipflanzenanbau zu empfehlen.
Besonders bemerkenswert sind die Kräuterbücher der so genannten „Väter der Botanik“. Sie geben die behandelten Arzneipflanzen (meist) in naturgetreuen Abbildungen wieder. Zu ihnen zählt Hieronymus Bock (1498–1554), der detailliert und nach eigener Anschauung einheimische, vor allem in Südwestdeutschland wachsende Pflanzen beschreibt, wobei er viele morphologische Details als Erster erwähnt. Die Erstausgabe seines Kreutter Buch von 1539 hatte keine Abbildungen, diese finden sich dann in den Ausgaben seit 1546.
Ist bei Bock der originelle Text bemerkenswert, fällt dieser bei De historia stirpium (1542), in deutscher Übersetzung unter New Kreuterbuch (1543) von Leonhart Fuchs (1501–1566), im zeitgenössischen Vergleich etwas ab. Ganz anders werden dagegen die Illustrationen beurteilt, die mit größter Sorgfalt erstellt sind, bestechend naturgetreu und botanisch von höchstem Rang. Diese Holzschnitte wurden in zahlreiche andere Werke (verkleinert, seitenverkehrt nachgeschnitten etc.) übernommen.
Als dritter „Vater der Botanik“ ist Otto Brunfels (1488–1534) zu nennen. 1530 erschienen seine Herbarum vivae eicones, 1532 in Straßburg bei Hans Schott das Contrafayt Kreüterbuch. Ganz besonders erfolgreich als Autor war der Arzt Pietro Andrea Mattioli (1500–1577). Seine als „Dioskurides-Kommentar“ bekannten und von ihm kommentierten Übersetzungen der „De materia medica“ des griechischen Arztes Pedanios Dioscurides erschienen in etwa 60 Ausgaben und mehreren Sprachen; nach seinem Tod bearbeitet, unter anderem durch Joachim Camerarius dem Jüngeren, Bernhard Verzascha und Theodor Zwinger. Jakob Theodor (Tabernaemontanus, 1520/1530–1590) schrieb ein Kräuterbuch, das zu den ausführlichsten und originellsten gehört. Zu seinen Lebzeiten wurde lediglich der erste Band des Neuw Kreuterbuch 1588 gedruckt. 1591 folgten der zweite und dritte Band.
In die Neuzeit weisen dann die Werke der zu den bedeutendsten Botanikern ihrer Zeit zählenden Flamen Rembert Dodoens (Dodonaeus, 1517–1585, Cruijdeboeck), Matthias de L’Obel (1538–1616) und Charles de l’Écluse (Clusius, 1526–1609).
„Kräuterbücher“ des 20. Jahrhunderts sind etwa Heinrich Marzells Neues illustriertes Kräuterbuch (erschienen 1921 in Reutlingen) und das dreibändige Das neuzeitliche Kräuterbuch. Die Arzneipflanzen Deutschlands in alter und neuer Betrachtung von dem Apothekendirektor Ludwig Kroeber (in 4. Auflage erschienen 1948 im Hippokrates-Verlag Marquardt & Cie. in Stuttgart).